# 地名決定委員會

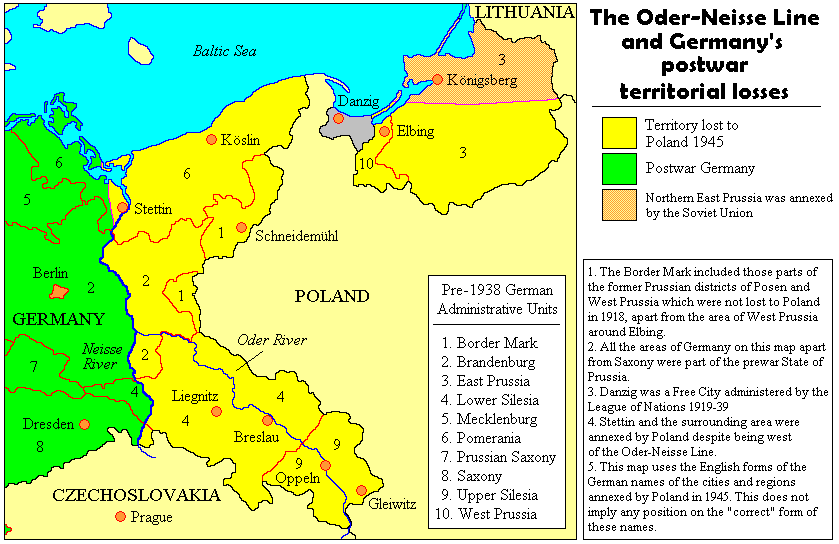
黃色：德國二戰後割讓給波蘭的東部領土

地名確定委員會（波蘭語：Komisja Ustalania Nazw Miejscowości）是波蘭公共行政部的一個委員會，成立於1946年1月。其任務是為德國東部領土（當時在波蘭稱為收復領土）以前的地方、村莊、城鎮和城市命名。